# Sakura Haruno
Sakura Haruno (春野 サクラ Haruno Sakura?) este un personaj fictiv din serialul anime și manga Naruto creat de Masashi Kishimoto. În serie, Sakura a devenit o conducătoare de sex feminin. Kishimoto a avut dificultăți în crearea desenului ei, punându-se accent în mod inadecvat pe anumite părți ale ei, cum ar fi fruntea mare.
În anime și manga, Sakura este o kunoichi din Satul Ascuns între Frunze ce face parte din Echipa 7 a cărei membri sunt Sakura Haruno, Naruto Uzumaki, Sasuke Uchiha și Senseiul lor, Kakashi Hatake. Inițial, Sakura are o dragoste nebună pentru Sasuke, sunsținându-l întotdeauna și indignându-l pe Naruto. În cursul seriei, ea devine o persoană care se conduce singură și începe de al aprecia și a-l accepta pe Naruto; în partea a II-a ea începe să dezvolte o relație mai strânsă cu el, în scopul de a-l aduce pe colegul lor, Sasuke, înapoi. Sakura a apărut în mai multe părți din Naruto mass-media, inclusiv în cele 4 OVA prezentate în serie și în mai multe jocuri video.
Numeroase publicații anime și manga au lăudat și criticat caracterul Sakura. Ea a fost inițial observată ca un stereotip shōnen de caractere, servind ca o dragoste de interes pentru protagonist. Printre cititorii de bază a benzii desenate Naruto Sakura a devenit foarte populară. Mai multe piese de marfă au fost puse în asemănarea lui Sakura, inclusiv o păpusă de pluș și o cheie în lanțuri.

## Personalitate

Sakura așa cum apare în Partea a 2-a.

La începutul seriei, Sakura este îndrăgostită de Sasuke Uchiha, pentru că arată bine, are o atitudine misterioasă și talent enorm. Din acest motiv multe din aparițiile Sakurei de la începutul seriei sunt pentru a-i câștiga afecțiunea lui. În timp ce povestea progresează, Sakura devine îngrijorată că Sasuke o va abandona pe ea și tot Satul Ascuns în Frunze în căutarea lui pentru putere. Când temerile ei se adeveresc, Sakura face tot ce poate pentru a-l împiedica să plece, declarându-i sentimentele sale de dragoste pentru el. Deși cuvintele ei l-au atins, Sakura nu l-a putut opri pe Sasuke să plece din Konoha. De atunci Sakura și-a făcut un obectiv, acela de a-l aduce inapoi pe Sasuke. În partea a II-a, deși are încă griji legate de bunăstarea lui și nu permite altora să-l insulte pe Sasuke, Sakura este dispusă să-l atace, pentru a-și apăra echipa.
Relațiile Sakurei cu Naruto, suferă modificări în întreaga serie. La început, Sakura îl consideră pe Naruto doar un idiot care încearcă să-i distrugă viața, dar, în timp ce povestea progresează, Sakura își dă seama că l-a judecat greșit. După ce Sasuke pleacă din Konoha, Sakura îl roagă pe Naruto să-l aducă pe Sasuke înapoi. Având o pasiune pentru Sakura, Naruto face tot ce-i stă-n putere pentru a-i îndeplini dorința. Deși nu reușește și ajunge în spital Naruto jură că într-o zi își va îndeplini promisiunea. Sakura își petrece cei doi ani și jumătate antrenându-se, pentru a-l putea ajuta pe Naruto în încercarea lui. În partea a II-a, în timp ce-l caută pe Sasuke, Sakura află de greutățile pe care trebuie să le înfrunte Naruto pentru a-i îndeplini dorința: Orochimaru, Akatsuki, vulpea cu 9 cozi și devine mai protectivă, încercând să-l ajute să le depășească.

## Misiuni complete
- D-Rank: 12
- C-Rank: 9
- B-Rank: 6
- A-Rank: 7
- S-Rank: 0

## Abilități
În partea I, Sakura are în mare măsură abilități slabe și nedezvoltate. În timp ce ea a dovedit că este foarte bună la abilitățile ninja de bază, Sakura este lipsită de orice alt set de trăsturi în afară de cele ale Echipei 7. Profesorul ei, Kakashi Hatake, a apreciat-o pentru că are un control excelent asupra chakrei ei, dar nu știe până în partea a II-a cum să folosească această capacitate pentru a profita de ea.
După antrenamentul cu Tsunade care durează doi ani și jumătate, Sakura achiziționează două abilități care se bazează pe capacitatea de a-și controla excelent chakra. Prima abiltate constă în capacitatea de a vindeca rănile, iar cea de-a doua constă în capacitatea de a distruge orice obiect din jur doar cu pumnii cu cea mai mare ușurință.

## Jutsu
- Tehnica brațului puternic
- Impactul înfloririi cireșei
- Tehnica extragerii veninului
- Tehnica palmei mistice